# Йосипівка (Староостропільська сільська громада)
Йосипі́вка —  село в Україні, у Староостропільській сільській громаді Хмельницького району Хмельницької області. Населення становить 390 осіб. До 2020 орган місцевого самоврядування — Староостропільська сільська рада.

## Географія
У селі річка Грабарка впадаж у Жилку, праву притоку Случі.

## Герб
В червоному, мурованому чорним, щиті, золотий церковний дзвін, супроводжуваний угорі срібним Покровом із золотими хрестами. Герб означає церкву Покрова Богородиці, що була збудована в селі в 1856р.

## Історія
7 (20) листопада 1917 року, відповідно до Третього Універсалу Української Центральної Ради, увійшло до складу Української Народної Республіки.
12 червня 2020 року, відповідно до розпорядження Кабінету Міністрів України № 727-р «Про визначення адміністративних центрів та затвердження територій територіальних громад Хмельницької області», увійшло до складу Староостропільської сільської громади.
19 липня 2020 року, після ліквідації Старокостянтинівського району, село увійшло до Хмельницького району.